# Hagtornsmögel
Hagtornsmögel (Monilinia johnsonii) är en svampart som först beskrevs av Ellis & Everh., och fick sitt nu gällande namn av Honey 1936. Hagtornsmögel ingår i släktet Monilinia och familjen Sclerotiniaceae.  Arten är reproducerande i Sverige. Inga underarter finns listade i Catalogue of Life.